# 甲賀ファミリーランド
甲賀ファミリーランド（こうがファミリーランド）は、滋賀県甲賀郡甲西町（現在の湖南市）にかつて存在した遊園地である。敷地は甲賀カントリー倶楽部が所有しており、同ゴルフ場に隣接していた。

## 概要
観覧車とメリーゴーラウンド、忍者屋敷などからなり、開業当時は滋賀県最大の遊園地として県内外からの客で賑わった。しかし、交通の便が悪く、業績の悪化によって、1985年（昭和60年）に閉鎖された。
遊具などはそのまま残されていたが、2000年代以降の廃墟ブームによって、閉鎖後も風で回り続ける観覧車などが話題になり、無許可で立ち入られる事態が後を絶たず、所有者が危険であると判断し、2008年（平成20年）9月末までに遊具を全て撤去した。現在では一部の廃墟化した建物が残るのみである。

## 歴史
- 開業時期：1970年頃
- 閉園：1985年頃

## 当時の主な施設
- 観覧車
- メリーゴーランド
- ゴーカート
- 子ども汽車
- チェーンタワー
- お化け屋敷
- 忍者屋敷
- フィールドアスレチック